# 막 지르는 소녀들
《막 지르는 소녀들》은 2017년에 네이버TV에서 방송된 웹예능으로, 9명의 여성 연예인이 태권도 대회에 출전하는 과정을 담고 있다.